# 七里店街道 (永州市)
七里店街道，是中华人民共和国湖南省永州市零陵区下辖的一个乡镇级行政单位。2015年11月18日，履桥镇与七里店街道成建制合并设立七里店街道。

## 行政区划
七里店街道下辖以下地区：
七里店社区、黄古山社区、神仙岭社区、芝麻坪社区、日升社区、向家亭社区、麻元社区、烟竹铺村、灵峰村、窗子塘村和老埠头村。